# Camponotus nawai
Camponotus nawai är en myrart som beskrevs av Ito 1914. Camponotus nawai ingår i släktet hästmyror, och familjen myror. Inga underarter finns listade.